# Mike Flanagan (Eishockeyspieler)
Mike Flanagan (* 20. November 1968 in Orangeville, Ontario) ist ein kanadisch-britischer Eishockeyspieler und -trainer. Er war bis Dezember 2019 Mitglied des Trainerstabes der Schwenninger Wild Wings aus der Deutschen Eishockey Liga (DEL).

## Karriere
Flanagan verbrachte seine Spielerkarriere überwiegend in Nordamerika, unter anderem in der ECHL und CHL. 1995/96 spielte er für die Slough Jets in Großbritannien, in der Folgesaison für die Telford Tigers ebenfalls im Vereinigten Königreich.
Zwischen 2001 und 2006 arbeitete Flanagan als Cheftrainer der Grand Rapids Owls in der CSHL und wechselte dann in die NAHL, wo er in unterschiedlichen Positionen (Cheftrainer, Assistenzcoach und Manager) für die St. Louis Bandits, die Kenai River Brown Bears sowie die Wichita Falls Wildcats aktiv war.
Von 2010 bis 2012 gehörte er als Co-Trainer zum Stab der Norfolk Admirals aus der American Hockey League (AHL) und trug in seiner zweiten Saison zum Gewinn des Calder Cups bei.
2012 wurde Flanagan Cheftrainer des italienischen Erstligisten HC Valpellice. In der Saison 2012/13 führte er die Mannschaft zum Gewinn des nationalen Pokalwettbewerbs sowie ins Meisterschaftsfinale. Er wurde daraufhin als Trainer des Jahres ausgezeichnet.
Nach zwei Jahren wechselte er innerhalb der Serie A zum HC Neumarkt, wo er im Juni 2014 als neuer Cheftrainer vorgestellt wurde. Im November desselben Jahres erfolgte bereits die Trennung, nachdem Neumarkt unter seiner Leitung in 14 Meisterschaftsspielen nur vier Siege errungen hatte.
Flanagan kehrte nach Nordamerika zurück und wurde Ende Dezember 2014 Co-Trainer der Gwinnett Gladiators (später in Atlanta Gladiators umbenannt) aus der ECHL.
Im Juli 2016 wurde er von den Nürnberg Ice Tigers aus der Deutschen Eishockey Liga (DEL) als Assistenztrainer verpflichtet. Im September 2018 übernahm er nach der Freistellung von Kevin Gaudet bis auf weiteres den Trainingsbetrieb des Nürnberger Eishockeyclubs.
Zur Saison 2019/20 wurde er von den Schwenninger Wild Wings als Co-Trainer verpflichtet und im Dezember 2019 zusammen mit Cheftrainer Paul Thompson entlassen.
Im Dezember 2022 wurde er vom EK Zell am See als Trainer für die Alps Hockey League verpflichtet.